# 時間分解能
時間分解能（じかんぶんかいのう、英: Temporal resolution）とは、時間の計測において精度
を指す。しばしば時間分解能の計測は角分解能とトレードオフになる。このトレードオフは光の速度が有限
であると共に、観測者に光子が到達するのに時間がかかることに起因する。この場合、システム自体が変化している可能性がある。それ故に光路長が長い場合、時間分解能が下がる。